# Оза (Терни)
Оза (итал. Osa) је насеље у Италији у округу Терни, региону Умбрија.
Према процени из 2011. у насељу је живело 5 становника. Насеље се налази на надморској висини од 308 м.